# زيرون أنديزي
زيرون أنديزي (الاسم العلمي:Xyris andina) هو نوع من النباتات يتبع جنس الزيرون من الفصيلة الزيرونية. سمي هذا النوع نسبةً إلى جبال الأنديز.